# 松本一彦
松本 一彦（まつもと かずひこ、1966年1月25日 - ）は、日本の元政治家。前神奈川県真鶴町長（2期）。

## 来歴

### 真鶴町長就任まで
神奈川県足柄下郡真鶴町生まれ。真鶴町立真鶴小学校（現真鶴町立まなづる小学校）、真鶴町立真鶴中学校、神奈川県立西湘高等学校、国士舘大学政経学部経済学科卒業。1988年4月、真鶴町役場に入庁し、在職中2年間神奈川県庁にも派遣された。
県立吉田島総合高等学校PTA会長、神奈川県立高等学校PTA連合会会長や関東地区高等学校PTA連合会副会長などを歴任。2020年6月、町総務課長を最後に退職し、任期満了に伴う真鶴町長選挙に立候補する意向を表明。
同年9月13日投開票の真鶴町長選挙で、現職の宇賀一章ら2人を破り初当選した。9月26日付で真鶴町長に就任し、9月28日に真鶴町役場へ初登庁した。
※当日有権者数：6,407人 最終投票率：71.78%（前回比：+4.94pts）
| 候補者名 | 年齢 | 所属党派 | 新旧別 | 得票数  | 得票率 | 推薦・支持 |
| -------- | ---- | -------- | ------ | ------- | ------ | ---------- |
| 松本一彦 | 54   | 無所属   | 新     | 2,812票 | 61.63% |            |
| 宇賀一章 | 68   | 無所属   | 現     | 1,673票 | 36.66% |            |
| 北澤晃男 | 50   | 無所属   | 新     | 78票    | 1.71%  |            |

### 選挙人名簿流出問題で辞職
2021年10月26日、記者会見を開き、2019年神奈川県知事選挙で使用された真鶴町の有権者全員が記載された選挙人名簿抄本のコピーが外部に流出した問題で、松本がそのコピーを持ち出し、自身が出馬した町長選の選挙運動に使用したことを明らかにした。松本は会見に先立ち、町議会で辞職の意向を示していたが、会見では前言を翻して町長職を続投したいと表明し、会見後の取材で改めて辞職を明言した。松本は真鶴町町民生活課長を務めていた2020年2月頃、本庁舎のロッカーの引き出しから書庫の鍵を取り出し、別棟の書庫に保管されていた同町内の全有権者およそ6,600人分の選挙人名簿を持ち出して、夜間に町役場内のコピー機を使い名簿をコピーし、同年9月の町長選に立候補した際に有権者に葉書を送るのに使用。2021年7月には、真鶴町選挙管理委員会に勤務する職員に指示し、自宅に保管していた名簿のコピーを現職町議（当時。9月の町議選で落選）に届けさせた。10月29日に再度記者会見を開き、前述の町議だけでなく、町議会議長の岩本克美、元真鶴町長の青木健両町議にも名簿のコピーを渡していたことを公表し、あわせて住民基本台帳の転出届などを不正にコピーを取っていたことも明らかになった。ただし、岩本、青木両町議はいずれも名簿のコピーを選挙に使用したことは否定した。
11月4日の真鶴町議会臨時会で、松本の辞職が同意され、同日付で辞職。松本は議会で、2016年の真鶴町長選でも名簿を不正にコピーし、この町長選に立候補していた青木に提供していたことを明らかにしたが、青木はこれを否定した。松本の辞職に伴い、副町長が不在のため、町長職務代理者には真鶴町参事兼財務課長が就いた。また、岩本町議は議長を、青木町議は議会運営委員長をそれぞれ辞任した。

### 出直し町長選で再選
辞職後、自身の辞職に伴う真鶴町長選への対応については明言していなかったが、12月9日、出馬の意向を表明。町長選の選挙公報に、当選後1年間、無給で町長職を務めることを掲げた。町長選には松本のほか、元町長の宇賀一章ら3人も出馬した。
12月19日、投開票の結果、松本が次点の宇賀を88票の僅差で振り切り、再選。12月20日、当選証書を受け取った。
※当日有権者数：6,288人 最終投票率：62.20%（前回比：-9.58pts）
| 候補者名 | 年齢 | 所属党派 | 新旧別 | 得票数  | 得票率 | 推薦・支持 |
| -------- | ---- | -------- | ------ | ------- | ------ | ---------- |
| 松本一彦 | 55   | 無所属   | 前     | 1,493票 | 38.87% |            |
| 宇賀一章 | 69   | 無所属   | 元     | 1,405票 | 36.58% |            |
| 大塚伸二 | 66   | 無所属   | 新     | 807票   | 21.01% |            |
| 森敦彦   | 70   | 無所属   | 新     | 136票   | 3.54%  |            |

### 再選後の町政混乱とリコール成立
再選後、松本は一連の不祥事で生じた費用について、選挙費700万円、時間外人件費320万円、第三者委員会設置費50万円の計1070万円と自ら算出し、自身の給与を0円に減額する条例改正案を真鶴町議会に提出したが、町議からは「金銭的な被害以外の風評などをどうするのか」「被害金額を給与1年分とする根拠が不明」「松本町長に指示されて名簿をコピーして懲戒免職になった職員に比べて、軽すぎる」との意見が相次ぎ、条例改正案は12月28日の臨時会で賛成1、反対8の反対多数により否決された。松本の再選後、不信感を抱いた職員の退職や、真鶴町消防団による出初式の中止の決定が相次ぎ、周辺自治体の箱根町や湯河原町からも距離を置かれる事態に陥った。
2022年1月14日の真鶴町議会全員協議会において、教育長が任期途中の同月末での辞任の意向を表明した。選挙人名簿問題を抱える松本町長の町政について、「見通しが立たない」と異議を唱えた。また、小中学校の施設に関する松本町長の方針について「実現不可能なことを言っている。将来の見通しが真っ暗になった。心残りですが、これ以上続けられない」とも述べた。教育長は申し出通り、1月31日に辞職した。
4月28日、町が設置した第三者委員会（委員長・今村哲也関東学院大学教授）は、個人情報の流出が公正な選挙を妨害したとして、松本らを公職選挙法違反の容疑などで刑事告発するよう提言する内容の調査報告書を松本に提出した。5月9日、町は松本らを刑事告発する方針を発表した。6月3日、町議会は第三者委員会の報告書を受け、松本町長、岩本、青木両町議に対する辞職勧告決議案を賛成多数で可決した。9月16日、町は松本と元町選挙管理委員会書記長についての告発状を小田原警察署に提出した。
12月2日に町議会の総務経済常任委員会で、松本に対する不信任決議案を町議会が提出するよう求めた市民団体の請願を採決し、賛成多数で採択した。9日の本会議で3町議が不信任決議案を提出。出席した9議員のうち6人が賛成したが、可決に必要な4分の3（7人）に届かず否決された。
問題の発覚以降、中堅やベテランの職員計16人が退職し、2023年4月以降は職員約100人の半数が入庁5年未満となる見込みとなった。職員の負担を軽くする必要性に迫られ、2023年度一般会計当初予算案に宿直業務を外部委託するための経費約960万円が盛り込まれた。
2023年6月8日、松本のリコールに向けて署名を集めている「真鶴の未来をつくる会」 は、2135人分の署名が集まったと発表した。リコールの可否を問う住民投票に必要な有権者数の3分の1を超えているとみられるという。7月27日、町選挙管理委員会は提出された署名が住民投票に必要な数を上回る2350人分あると確定させた。署名簿を有権者が閲覧できる縦覧の期間中、松本は5時間にわたって閲覧し「筆跡などが不審」として58人分の異議を申し立て、選管は12人分を無効としていた。松本は27日に会見を開き「自分の目で見て無効署名があったのだから、署名簿全体ではさらに多くの無効署名があるのでは」と疑義を呈した。自身の進退については「資格を失うまで責任を果たす」と述べ、改めて辞職を否定した。
同年9月24日、松本の町長解職の是非を問う住民投票が行われ（投票率59.40%）、解職賛成（2,204票）が反対（1,378票）を上回り、有効投票の過半数（1,791票）を得たためリコール成立となり、松本は町長を即日失職した。後任の町長を選出する選挙は50日以内に実施されるが、松本は町長選に立候補しない意思を表明している。
2024年3月15日、選挙人名簿の不正利用問題を巡り、個人情報漏洩により精神的苦痛を受けたとして、町民およそ50人が前町長や町議ら4人に計約1050万円の損害賠償を求めた訴訟の判決で、横浜地裁小田原支部は前町長ら3人に計約72万円の賠償を命じる判決を言い渡した。
同年6月3日、横浜地検特別刑事部は松本と元町選挙管理委員会書記長を建造物侵入と窃盗の罪で在宅起訴したと発表した。神奈川県警が書類送付していた公職選挙法違反などの疑いについては不起訴処分とした。いずれも5月30日付。
同年8月28日に松本と元書記の初公判が横浜地裁であり、検察側は松本に懲役1年、元書記長に懲役10月を求刑した。2人は起訴内容を認め、弁護側は情状酌量を求めて即日結審した。同年9月26日、横浜地裁は松本に懲役10カ月執行猶予2年、元書記長に懲役8カ月執行猶予2年の有罪判決を言い渡した。